# Linaclotide
Il Linaclotide è un agonista della guanilato ciclasi 2C.
È stato approvato dall'FDA nell'agosto 2012, per il trattamento della stipsi cronica oppure dell'IBS-C. Si tratta di un peptide di 14 aminoacidi agonista della guanilato ciclasi di tipo C in fase di sperimentazione clinica anche per il trattamento del dolore addominale. Il farmaco è risultato efficace in gran parte dei pazienti affetti da costipazione cronica. Ha inoltre indicazioni di utilizzo anche in patologie correlate come la gastroparesi, pseudo-ostruzione intestinale (CIPO), e l'inertia coli.

## Chimica
Linaclotide è un peptide composto da 14 aminoacidi. La sequenza degli aminoacidi è la seguente:
H–Cys1–Cys2–Glu3–Tyr4–Cys5–Cys6–Asn7–Pro8–Ala9–Cys10–Thr11–Gly12–Cys13–Tyr14–OH
Nella molecola sono identificabili tre ponti disolfuro: tra Cys1 e Cys6, tra Cys2 e Cys10, tra Cys5 e Cys13.

## Meccanismo di azione
La linaclotide è il primo farmaco anti-stipsi che agisce come agonista del recettore intestinale della guanilato ciclasi di tipo-C (GC-C) e determina un aumento delle concentrazioni intracellulari ed extracellulari di guanosina monofosfato ciclico (cGMP). Ciò a sua volta determina un aumento della secrezione di liquido intestinale con un'accelerazione del transito gastrointestinale e quindi del transito colico, per l'aumento della frequenza dei movimenti intestinali (peristalsi).

## Farmacocinetica
Dopo somministrazione orale la linaclotide viene assorbita in misura minima dal tratto gastrointestinale. Le concentrazioni plasmatiche del farmaco a seguito di dosi orali terapeutiche non sono misurabili, ne consegue che la linaclotide dovrebbe essere minimamente distribuita nei tessuti. Linaclotide viene trasformata all'interno del tratto gastrointestinale nel suo principale metabolita attivo attraverso la rimozione della tirosina terminale. Sia la linaclotide che il suo metabolita sono successivamente degradati all'interno del lume intestinale in piccoli peptidi e aminoacidi. Il farmaco viene eliminato con le feci.

## Tossicità
Linaclotide ha causato la morte nei giovani topi (14 giorni di età) dopo una singola somministrazione orale al dosaggio di 100 mcg/kg.

## Usi clinici
Il farmaco trova indicazione nel trattamento della sindrome da intestino irritabile associata a stipsi. Ha inoltre indicazioni di utilizzo anche in patologie come la gastroparesi, pseudo-ostruzione intestinale (CIPO), e l'inertia coli.

## Effetti collaterali ed indesiderati
L'effetto collaterale più frequente è la diarrea, con inizio generalmente entro 2 settimane dal trattamento. Altri effetti indesiderati sono costituiti da: meteorismo intestinale, flatulenza, dolore addominale epigastrico, senso di tensione addominale, cefalea, reflusso gastroesofageo e vomito.

## Controindicazioni
Linaclotide è controindicata in quei soggetti che hanno una sospetta ostruzione gastrointestinale di tipo meccanico. Il farmaco non va utilizzato sotto i 16 anni di età.

## Dosi terapeutiche
Nella sindrome da intestino irritabile associata a stipsi la linaclotide si assume al dosaggio di 290 mcg. Nella stipsi cronica idiopatica il dosaggio è di 145 mcg. In entrambi i casi il farmaco va assunto una volta al giorno a stomaco vuoto, almeno 30 minuti prima del primo pasto della giornata.